# Wspólnota administracyjna Münsingen
Wspólnota administracyjna Münsingen – wspólnota administracyjna (niem. Vereinbarte Verwaltungsgemeinschaft) w Niemczech, w kraju związkowym Badenia-Wirtembergia, w rejencji Tybinga, w regionie Neckar-Alb, w powiecie Reutlingen. Siedziba wspólnoty znajduje się w mieście Münsingen.
Wspólnota administracyjna zrzesza jedno miasto i dwie gminy wiejskie:
- Gomadingen, 2 193 mieszkańców, 45,85 km²
- Mehrstetten, 1 348 mieszkańców, 17,10 km²
- Münsingen, miasto, 14 491 mieszkańców, 116,05 km²